# PC Accelerator
A PC Accelerator (PCXL) egy személyi számítógépekkel foglalkozó magazin volt, amit az Imagine Media (a Future Publishing egyik leányvállalata) adott ki. A Maxim-hoz hasonló humoráról és fotóiról is ismert volt. Az utolsó lapszáma 2000 júniusában jelent meg. Az újság megszűnése után annak főszerkesztője; Mike Salmon megalapította az Official Xbox Magazine-t. A magazin néhány szerkesztője a PC Gamer-nél folytatta az újságírást, míg a többiek a Daily Radar-nál. 2007 szeptemberében a PCXL-ből megjelent egy speciális őszi lapszám kizárólag az újságárusoknál. Ezt főképp a PC Gamer stábja írta a korábbi PCXL tagokkal; Rob Smith-tel és Dan Egger-rel.

## Felépítés
A játékokat tízes skálán értékelték, viszont a Half-Life 11 pontot kapott.

## Stáb
- Mike Salmon: főszerkesztő és író.
- Rob Smith: ügyvezető szerkesztő, aki jelenleg a PC Gamer-t vezeti.
- Ed Lee: író, aki kilépett, hogy bekerüljön egy jogi egyetemre.
- Chuck Osborn: A PC Gamer-nél dolgozik.
- Matt Holmes: társszerkesztő.
- Eric Smith: művészeti vezető.
- Dan Egger: szerkesztő.
- Carrie Shepherd: gazdasági igazgató.
- Quinton Doroquez aka „Q”: művész, ő tervezte meg az újság külalakját.
- Kyle LeBoeuf: társművész.
- Erik Piller: marketing menedzser, webmester
- Caroline Simpson-Bint: kiadó

## Kitalált karakterek
- Hector the Scarecrow (Hector a madárijesztő) - Egy ruha fogasból és gázálarcból készítették el. Hector hat lapszámban jelent meg.
- Gia DeCarlo  - Gyakornokként dolgozott a magazinnál.
- Limey the Lima Bean (Limey a limai bab)
- Quake Guy - Az Ed Lee Comic Strips hőse
- Laura
- Future Guy

## PC Gamer kontra PCXL mérkőzések
A PC Gamer és a PCXL stábja esténként Rainbow Six csapat meccseket vívtak. A PCXL csapata csak nagyon ritkán nyert.